# Ruhnu (obec)
Obec Ruhnu (estonsky Ruhnu vald) je samosprávná obec, náležející do estonského kraje Saaremaa. Její území tvoří ostrov Ruhnu a přilehlé ostrůvky a útesy.